# Дорошенко Сергій Іванович
Дорошенко Сергій Іванович (7 березня 1924, с. Обухівка, тепер Кореневського району Курської області, Росія — 29 вересня 2018, м. Харків) — український мовознавець, доктор філологічних наук з 1982, професор з 1984, заслужений діяч науки і техніки України з 1992.

## Життєпис
Народився 7 березня 1924 року в селі Обухівка Коренєвського району Курської області в україномовній родині робітника Івана Уласовича Дорошенка і Домни Дмитрівни Дорошенко. 1928 року його батько разом з братами поїхали на Зміївщину будувати 3-й Український будинок відпочинку (тепер тубсанаторій «Занки»). Сюди в 1931 році переїхала й уся родина.
Після закінчення Геніївської семирічки Дорошенко навчався у Зміївській середній школі № 1. Бажання вчитися
було велике, а тому кожен день доводилося із Занок пішки ходити до школи і повертатися додому. В 1940 році після закінчення школи юнак вступає до Харківського педагогічного інституту (нині — ХНПУ ім. Г. С. Сковороди) на філологічний факультет. Але навчання перервала війна. Сергій Іванович Дорошенко, як й інші юнаки того покоління, став на захист Вітчизни. Війна закінчилася для нього в Австрії у 1945 році. З двома медалями «За відвагу», якими С. І. Дорошенко був нагороджений за мужність та героїзм, він повернувся на Зміївщину. В цьому ж році він поновлюється студентом педагогічного інституту, закінчив який 1948 року.
Після закінчення вишу в 1948 році Дорошенко йде працювати вчителем української мови Мереф'янської середньої школи № 1.
Протягом 1949—1967 працював у Сумському педагогічному інституті: асистент кафедри української мови, старший викладач; з 1960 — проректор з навчальної і наукової роботи; з 1965 — завідувач кафедри української мови.

## Викладацька діяльність
Від 1967 — у Харківському педагогічному інституті (тепер — Харківський національний педагогічний університет ім. Г. Сковороди): проректор з навчальної роботи; з 1973 — старший науковий співробітник, з 1977 — доцент кафедри української мови, в 1979—1990 — завідувач кафедри методики викладання філологічних дисциплін у початкових класах, з 1990 — професор кафедри української мови.

## Наукова діяльність
Автор праць із синтаксису сучасної української мови («Складні безсполучникові конструкції в сучасній українській мові», 1980, та ін.), посібників для педагогічних вузів («Практикум з курсу стилістики української мови», 1967; «Вступ до мовознавства», 1974, у співавторстві; «Методика викладання української мови», 1989, 1992, у співавт.; «Основи культури і техніки усного мовлення», 1997, 2002; «Основи наукових досліджень з лінгвістики», 2001; «Культура усного мовлення державного управлінця», 2001) і середньої школи («Граматична стилістика української мови», 1985).

### Наукова школа професора С. І. Дорошенка
Ідеї, які С. І. Дорошенко розвивав у своїх роботах щодо питань методики викладання української мови в школі, граматики, стилістики української мови, лінгвостилістики й суміжних мовознавчих дисциплін, знайшли розвиток у працях його аспірантів і докторантів. Від середини 80-х рр. ХХ ст. під науковим керівництвом професора було виконано 17 кандидатських дисертацій зі спеціальності «українська мова» та дві – з теорії та методики навчання української мови.
Більшість кандидатських дисертацій учнів С. І. Дорошенка присвячено синтаксичній проблематиці (Гамова Г. І. Синтаксичне вираження мети в сучасній українській мові, 1989; Степул О. Л. Безсполучникові складні речення із значенням зіставності і протиставності в українській мові, 1992; Глотова О. В. Функціонально-синтаксичний аналіз категорії причиновості в сучасній українській літературній мові, 1994; Чернушенко Н. М. Безсполучникові умовно-наслідкові речення в функціонально-синтаксичному аспекті, 1995; Загревський Є. І. Безсполучникові складні речення з пояснювальним компонентом у сучасній українській мові, 1999; Беценко Т. П. Структура і поетичні функції атрибутивних словосполучень у поезіях шістдесятників, 1999; Мясоєдова С. В. Категорія спонукання і її вираження в непрямих висловленнях сучасної української мови, 2001; Кринська Н. В. Семантико-синтаксична категорія наслідку в складному реченні у книжних стилях сучасної української мови, 2001; Тєлєжкіна О. О. Безсполучникові складні речення з компонентом обґрунтування, 2002; Бєляєва Т. В. Варіантність і синонімія в умовно-наслідкових складних реченнях, 2004; Ващенко О. І. Валентна і невалентна сполучуваність відприкметникових іменників у сучасній українській мові, 2005; Марцин С. О. Нові явища у функціонально-стильовій диференціації безсполучникових складних речень в українській мові, 2007; Лисак Л. К. Синтаксико-стилістичні функції речень з дієприслівником у стилях сучасної української мови, 2007; Карпенко Н. О. Структура, семантика і функції неподільних дієслівно-іменникових сполук у сучасній українській мові, 2009; Барабаш Ю. Г. Стильова диференціація складних речень із часовим відношенням, 2010). Синтаксичні дослідження учнів С. І. Дорошенка, виконані в різний час, відбивають поступове зміщення підходів до вивчення синтаксичних одиниць і явищ – від формально-граматичної, структурної призматики синтаксичних одиниць до дослідження їх семантико-синтаксичних, функційно-прагматичних і функційно-стилістичних особливостей. Окремим аспектом дослідницької уваги учнів професора були питання номінації (Алексєюк М. Й. Предикативні найменування осіб у  сучасній українській мові, 1988; Книшенко Н. П. Дорожньо-будівельна термінологія: структура і  семантичні відношення, 2013). Дисертації на здобуття ступеня кандидата педагогічних наук стосувалися питань формування й розвитку орфографічних навичок молодших школярів (Олійник С. П. Осмислене письмо за зразком як засіб формування правописних навичок у першокласників, 1995; Черновол-Ткаченко Р. І. Формування орфографічної грамотності з української мови в російськомовних першокласників, 1995).
Крім керування науковими пошуками здобувачів кандидатського ступеня, проф. Дорошенко здійснював наукове консультування пошукачів ступеня доктора філологічних наук. Серед його докторантів свого часу були Даниленко А. І. та Тєлєжкіна О. О., яка захистила у 2020 р. дисертацію «Мова української поезії ІІ половини ХХ – початку ХХІ століття: фонетична, лексико-граматична і лексикографічна рецепція» уже після смерті свого наукового консультанта).
Проф. С. І. Дорошенко також справив значний вплив на погляди цілої низки молодих дослідників, із якими відбувалася комунікація в межах наукової роботи філологічних кафедр ХНПУ імені Г. С. Сковороди.

### Участь у роботі спеціалізованих учених рад
З 1989 р. до 2016 р. С. І. Дорошенко був членом кількох спеціалізованих рад у Харківському педагогічному інституті (пізніше – Харківському національному педагогічному університеті імені Г. С. Сковороди):
- 1989 – 2005 – член спеціалізованої вченої ради К.113.24.02 із захисту дисертацій на здобуття наукового ступеня кандидата педагогічних наук (до 2008 року – почесний член).
- 1991 – 1995 – член спеціалізованої вченої ради К.113.24.01 із захисту дисертацій на здобуття наукового ступеня кандидата філологічних наук.
- 1996 – 2003 – член спеціалізованої вченої ради Д.64.053.03 із захисту дисертацій на здобуття наукового ступеня доктора філологічних наук.
- 2003 – 2016 – член спеціалізованої вченої ради К.64.053.05 із захисту дисертацій на здобуття наукового ступеня кандидата філологічних наук.

Крім того, С. І. Дорошенко був опонентом на захистах 19 кандидатських дисертацій та трьох докторських (Шульжук К. Ф. Складні багатокомпонентні речення в українській мові, 1989; Вашуленко М. С. Теорія і практика навчання української мови в чотирирічній початковій школі, 1992; Ломакович С. В. Семантична організація займенниково-співвідносних речень у сучасній українській мові, 1993).

### Участь у роботі редакційних колегій
С. І. Дорошенко був членом редакційних колегій кількох наукових і методичних видань, а саме збірника наукових праць ХНПУ імені Г. С. Сковороди «Лінгвістичні дослідження» (1988-2018), наукового збірника Харківського історико-філологічного товариства «Збірник ХІФТ» (1992 – 2018), всеукраїнського науково-методичного журналу «Вивчаємо українську мову та літературу» ВГ «Основа» (2003 – 2018).

## Публікації
Автор понад півтораста наукових, науково-методичних, навчальних, енциклопедичних публікацій, зокрема посібників для середньої та вищої школи.

### Основні наукові праці
- Складні безсполучникові конструкції в сучасній українській мові. – Харків: Вища школа, 1980. – 150 с.
- Українські говірки Путивльського і  Буринського районів Сумської області [монографія]; ХНПУ ім. Г. С. Сковороди. – Харків: Видавець Іванченко І. С., 2014. – 228 с.
- Наукові простори: вибрані праці. – Харків: «Нове слово», 2009. – 488 с.
- Структурно-семантичний синтаксис: складні речення з компонентом наслідку. – Харків, 2019 – 166 с. (у співавторстві з Кринською Н. В.).

### Основні лінгводидактичні праці
- Боротьба за грамотність і культуру мови учнів в умовах діалектного оточення. – Суми, 1956. – 32 с.
- Викладання фонетики української мови в школах з російською мовою навчання. – Суми, 1959. – 28.
- Питальник до укладання діалектологічного словника Сумщини і прилеглих до неї областей. – Суми, 1964. – 38.
- Вступ до мовознавства: Навчальний посібник для студентів філологічних спеціальностей університетів і педінститутів. – К.: Вища школа, 1974. – 295 с. (у співавторстві з П. С. Дудиком).
- Граматична стилістика української мови: Книга для учнів. – К.: Рад. школа, 1985. – 200 с.
- Методика викладання української мови: Навчальний посібник для учнів педучилищ. – К.: Вища школа, 1989. – 398 с. (у співавторстві з Вашуленком М.С. та ін.).
- Звуки чи фонеми вивчають учні? // Мовознавство. – 1990. – № 2. – С. 46-50.
- Методика викладання української мови: Навчальний посібник. – 2-е перер. і доповн. видання. – К.: Вища школа, 1992. – 396 с. (у співавторстві).
- Осмислене письмо за зразком як засіб формування правописних навичок у першокласників: Методичні рекомендації. – Полтава, 1996. – 29 с. (у співавторстві з Олійник С. П.).
- Основи культури і техніки усного мовлення. – Харків, 1997. – 108 с.
- Методичні рекомендації до написання дипломних робіт з лінгвістичних дисциплін. – Харків: РЦНІТ, 1999. – 20 с.
- Культура усного мовлення державного управлінця. – Харків, 2001. – 96 с.
- Основи наукових досліджень з лінгвістики. – Харків: Харків. держ. пед. ун-т ім. Г. С. Сковороди, 2001. – 76 с.
- Основи культури і техніки усного мовлення: Навчальний посібник. – 2-е вид., випр. і доп. – Харків: «ОВС», 2002. – 144 с.
- Загальне мовознавство: Навч. посібник для студентів вищих навч. закладів. – К.: Центр навч. л-ри, 2006. – 288 с.
- Основи культури і техніки усного мовлення. – Харків, 2013. – 250 с.
- Словник-довідник лінгвістичних термінів юного мовознавця — Відп. ред., вступ. сл. О. О. Тєлєжкіна. — Х. : Вид-во Іванченка І. С., 2024. — 400 с.

## Відзнаки й нагороди
- Орден Вітчизняної війни ІІ ступеня (наказом Президії Верховної ради СРСР від 11 березня 1985 року).
- Орден «За мужність» (указом Президента України від 14 жовтня 1999 року).
- Медаль «За відвагу»  за участь в боях на озері Балатон (Угорщина) (1945 р.).
- Медаль «За відвагу»  за участь у боях під Грацом (Австрія) (1945 р.).
- Медаль «За перемогу над Німеччиною у Великій Вітчизняній війні 1941-1945 рр.» (наказом Президії Верховної ради СРСР від 9 травня 1945 року).
- Медаль А.С. Макаренка (рішенням колегії Міністерства освіти УРСР від 15 листопада 1972 року).
- Почесний знак «Відмінник народної освіти УРСР» (1964 рік).
- Почесний знак «Отличник просвещения СССР» (1974 рік).
- Почесна грамота імені президента Наукового товариства імені Шевченка Михайла Грушевського (Нью-Йорк, 1 жовтня 2001 року).
- Заслужений діяч науки і техніки України (указом Президента України від 26 серпня 1992 року).
- Призначення довічної державної стипендії (розпорядженням Президента України № 300/99-рп «Про призначення довічних державних стипендій видатним діячам освіти»).
- Відзнака Президента України – медаль «70 років визволення від фашистських загарбників».